# التدوين الموسيقي الغرافيكي (الصوري)
التدوين الصوري هو تمثيل الموسيقى من خلال استخدام الرموز المرئية خارج نطاق الرموز الموسيقية التقليدية. تطور تدوين الرسوم في الخمسينيات، ويمكن استخدامه إما مع أو بدلاً من تدوين الموسيقى التقليدية. يعتمد الملحنون غالبًا على تدوين الرسوم في الموسيقى التجريبية، حيث يمكن أن يكون التدوين الموسيقي القياسي غير فعال. وتشمل الاستخدامات غيرها من القطع التي يكون فيها aleatoric أو غير محددة هو المطلوب التنفيذ. أحد أوائل رواد هذه التقنية، إلى جانب جون كيج، كان إيرل براون، الذي سعى لتحرير فناني الأداء من قيود التدوين وجعلهم مشاركين نشطين في إنشاء الموسيقى.

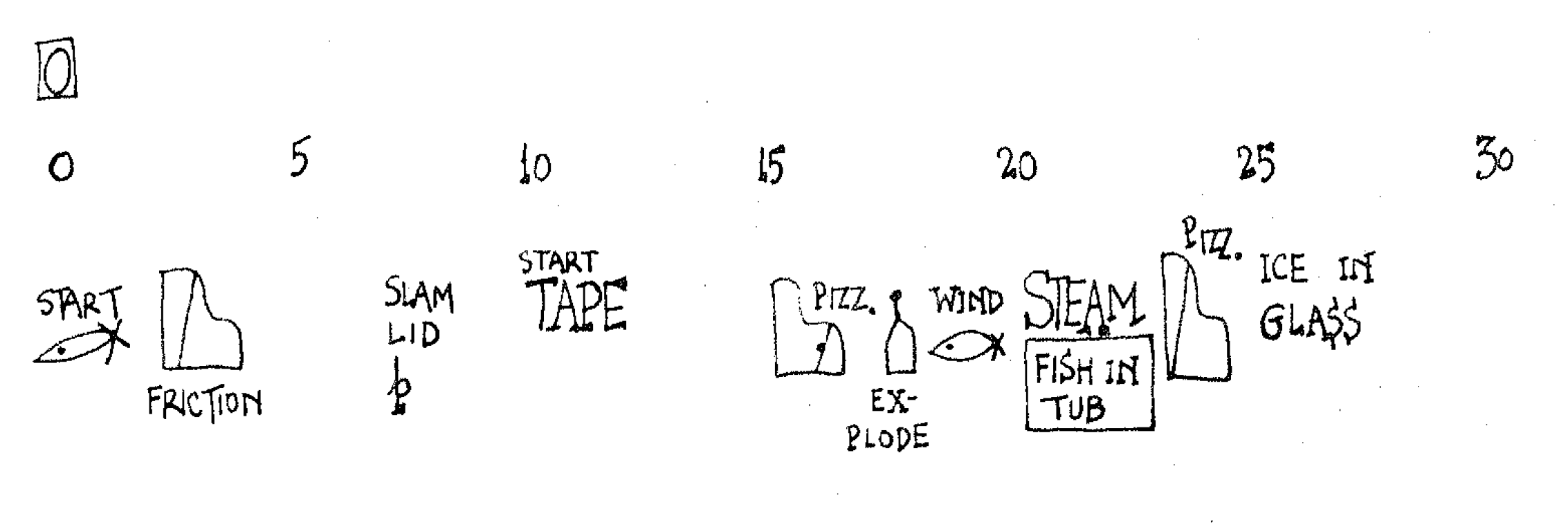
قسم من الممر المائي لجون كيج

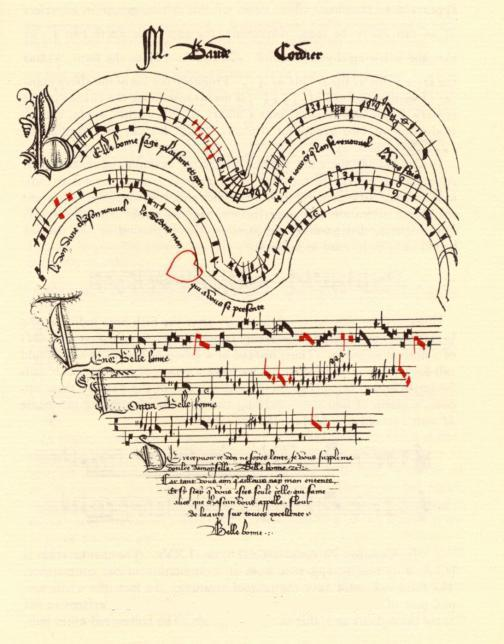
حسناء، بون، حكيم، من باود كوردييه

## المستخدمين البارزين
- مارك أبلبوم[3]
- كاثي بربريان
- جون بيرغامو
- أنتوني براكستون
- أندريه بوكوريشليف
- هربرت برون
- راندولف كولمان
- براين اينو
- اريك اوازن
- غولدي
- جيري جولدسميث
- ميكايل جوليمينوف
- جوني غرينوود
- باري جاي
- الفريد حارث
- بانايوتيس كوكوراس
- برونو ليبردا
- هيلموت لاشينمان
- يوري لاندمان
- أنستيس لوجوتيس
- روبرت موران
- لويجي مورليو
- كونلون نانكارو
- روبرتو باسي دالو
- ايمانويل ديماس دي ميلو بيمنتا
- راندي رين-روش
- برنارد راندز
- روجر رينولدز
- سفين ديفيد ساندستروم
- ليون شيدلوسكي
- ر. موراي شافر[4]
- نيتي سيمونز
- ستيوارت سوندرز سميث
- وادا ليو سميث
- خوان ماريا سولير
- ألن غريب
- ستيف الفاي
- جنيفر والش
- جون ويليامز
- جون زورن
- إيانكو دوميتريسكو
- ليو بروير